# Coronacertificaat
Een coronacertificaat, ook wel coronapas(poort) of coronatoegangsbewijs, is een officieel document dat tijdens de coronapandemie in verschillende landen werd ingevoerd, en waarmee de overheid bevestigt dat de houder geen (of een beperkt) COVID-19-besmettingsrisico vormt voor anderen. Het certificaat kan gebaseerd zijn op een volledige vaccinatie, een recente test, een doorgemaakte COVID-19-infectie, of een combinatie daarvan (3G-beleid: gevaccineerd, genezen of getest). De voorwaarden, rechten en geldigheidsduur van het certificaat variëren van land tot land. Eind 2021 werden de vereisten in sommige landen verscherpt, en was een negatieve test niet langer voldoende. De maatregel raakte bekend als het 2G-beleid: gevaccineerd of genezen.

## Voorgeschiedenis
Reeds in de 18e eeuw kregen burgers een schriftelijke reistoelating wanneer er geen besmettingsgevaar was, of ze een bepaalde ziekte hadden doorgemaakt. De eerste hedendaagse certificaten bestaan sedert 1935.

## EU Digitaal COVID-Certificaat

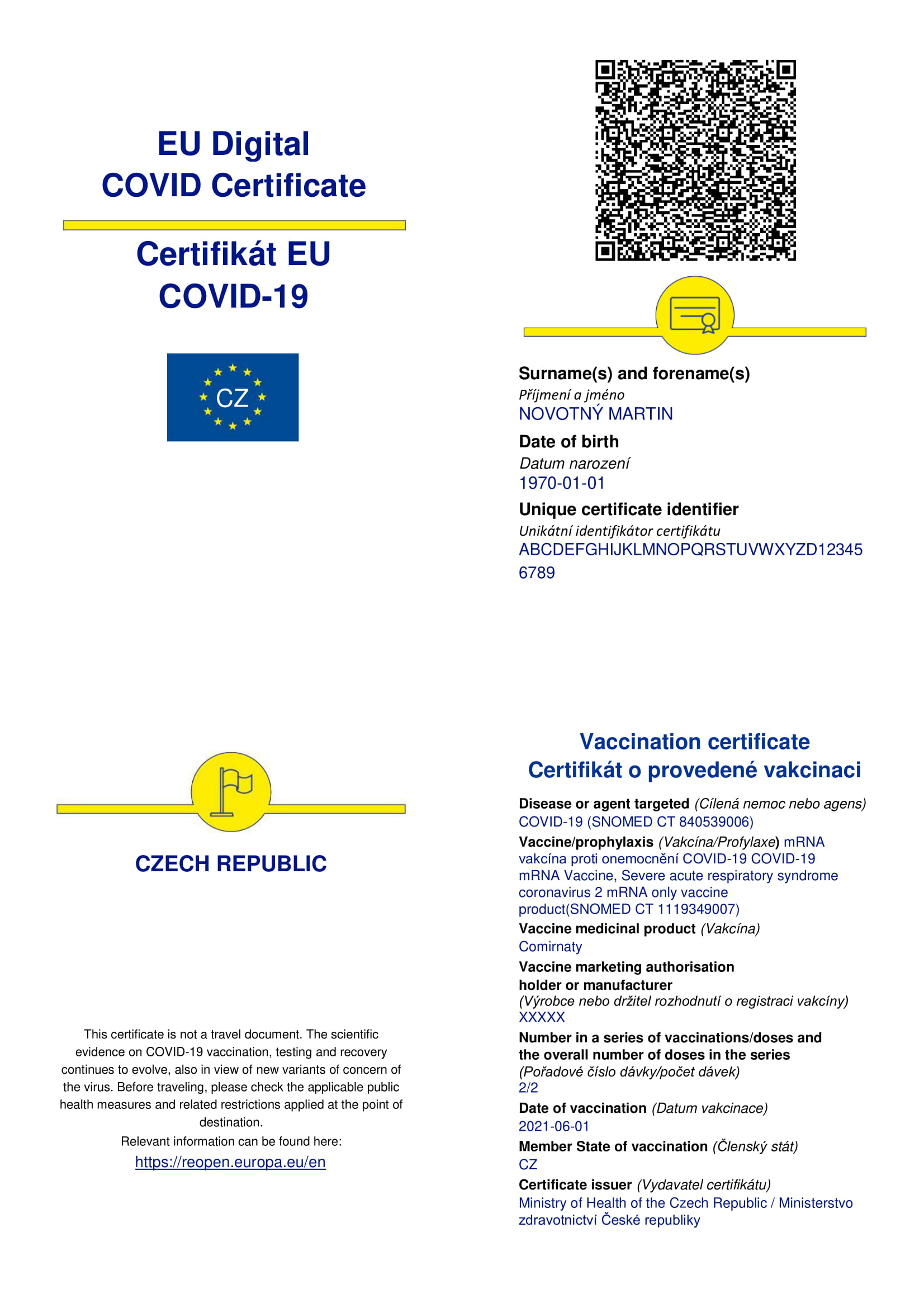
Een Tsjechisch EU-certificaat.

Door de Europese Unie is bij Verordening 2021/953 een digitaal COVID-Certificaat (EUDCC) ingevoerd (Engels: EU Digital COVID Certificate; Frans: Certificat Numérique Européen COVID; Duits: Digitales EU-COVID-Zertifikat). Het EU-coronacertificaat is een papieren of digitaal bewijs in de vorm van een QR-code, dat iemand tegen COVID-19 is ingeënt, negatief op corona is getest, of van COVID-19 is hersteld.
Het certificaat, bedoeld om voor EU-burgers het reizen binnen Europa te vergemakkelijken, is op 1 juli 2021 van kracht geworden. Het is geldig in alle EU-lidstaten, en in Albanië, Andorra, Armenië, El Salvador, Faeröer Eilanden, Georgië, IJsland, Israël, Kaapverdië, Libanon, Liechtenstein, Marokko, Moldavië, Monaco, Montenegro, Nieuw-Zeeland, Noord-Macedonië, Noorwegen, Oekraïne, Panama, San Marino, Servië, Singapore, Taiwan, Thailand, Togo, Tunesië, Turkije, Uruguay, Vaticaanstad, Verenigd Koninkrijk, Verenigde Arabische Emiraten, en Zwitserland. Inwoners van buiten de Europese Unie kunnen het certificaat aanvragen via een nationale gezondheidsdienst. In Nederland geldt de bijzondere voorwaarde dat het EU-certificaat dat nationaal wordt afgegeven, in Nederland niet geldig is. Nederland maakt deze uitzondering omdat het EU-certificaat meer gegevens bevat dan noodzakelijk voor binnenlands gebruik. Op 29 juni 2022 heeft het Europees Parlement het digitale EU-covidcertificaat verlengd tot en met 30 juni 2023, afhankelijk van de epidemiologische toestand. Deze verlenging is echter geen verplichting, in praktijk werden in de loop van 2022 door veel EU-landen de certificaten voor Europese burgers niet meer vereist. Het blijft anno 2023 aangewezen de toegangsvereisten per land te controleren voor afreis.

## België: COVID Safe Ticket
Naast, en parallel met het EU-certificaat, kent België nog een COVID Safe Ticket (CST), in de praktijk aanvankelijk enkel bedoeld om vanaf 13 augustus 2021 binnen België zonder mondmasker of afstandsregels te kunnen deelnemen aan grote evenementen. Het Ticket is officieel ingevoerd door het Overlegcomité van 18 juni 2021, en geldig krachtens een Samenwerkingsakkoord tussen de federale staat en de gewesten en gemeenschappen. Het ticket verschijnt automatisch als QR-code voor wie zich heeft aangemeld via de CovidSafeBE-app, maar kan ook aangevraagd worden via overheidssites als Mijn Gezondheid en Mijn Burgerprofiel. Een attest op papier wordt op telefonisch verzoek toegestuurd. Het Ticket wordt door organisatoren en instanties gecontroleerd met de – vrij te downloaden – app CovidScanBE
In het Brussels Gewest was het COVID Safe Ticket vanaf 15 oktober 2021 vereist voor toegang tot de horeca, het nachtleven, sport- en fitnessruimtes, beurzen en congressen, culturele en recreatieve plaatsen en voor bezoekers van zorginstellingen.
De rechtbank van eerste aanleg te Namen oordeelde eind november 2021 de toepassing van het Ticket in Wallonië onwettig, maar de Waalse Regering ging hiertegen in beroep.
Vanaf 7 maart 2022 was het COVID safe ticket in België niet meer vereist in horeca en op evenementen.

## Frankrijk: passe sanitaire
Het Franse document, de passe sanitaire (“gezondheidspas”), loopt volledig parallel met het EU-certificaat, maar heeft specifieke en verregaande gevolgen op het sociale leven in Frankrijk. Op 9 augustus 2021 besloot president Emmanuel Macron tot een verplichting om dit document over te leggen bij bezoek aan een hele reeks plaatsen en evenementen (cafés, restaurants, ziekenhuizen, bejaardentehuizen, vliegtuigen, treinen en bussen voor lange afstanden, enz.). Dit leidde enerzijds tot een toename van het aantal inentingen, maar anderzijds ook tot felle protesten. Vanaf 24 januari werd de maatregel verstrengd tot een passe vaccinal (“vaccinatiebewijs”): vanaf 15 februari is de vroegere passe sanitaire zelfs niet meer geldig zonder boosterprik. Vanaf 1 augustus 2022 zijn de passe sanitaire en passe vaccinal niet meer vereist.

## Nederland: coronatoegangsbewijs

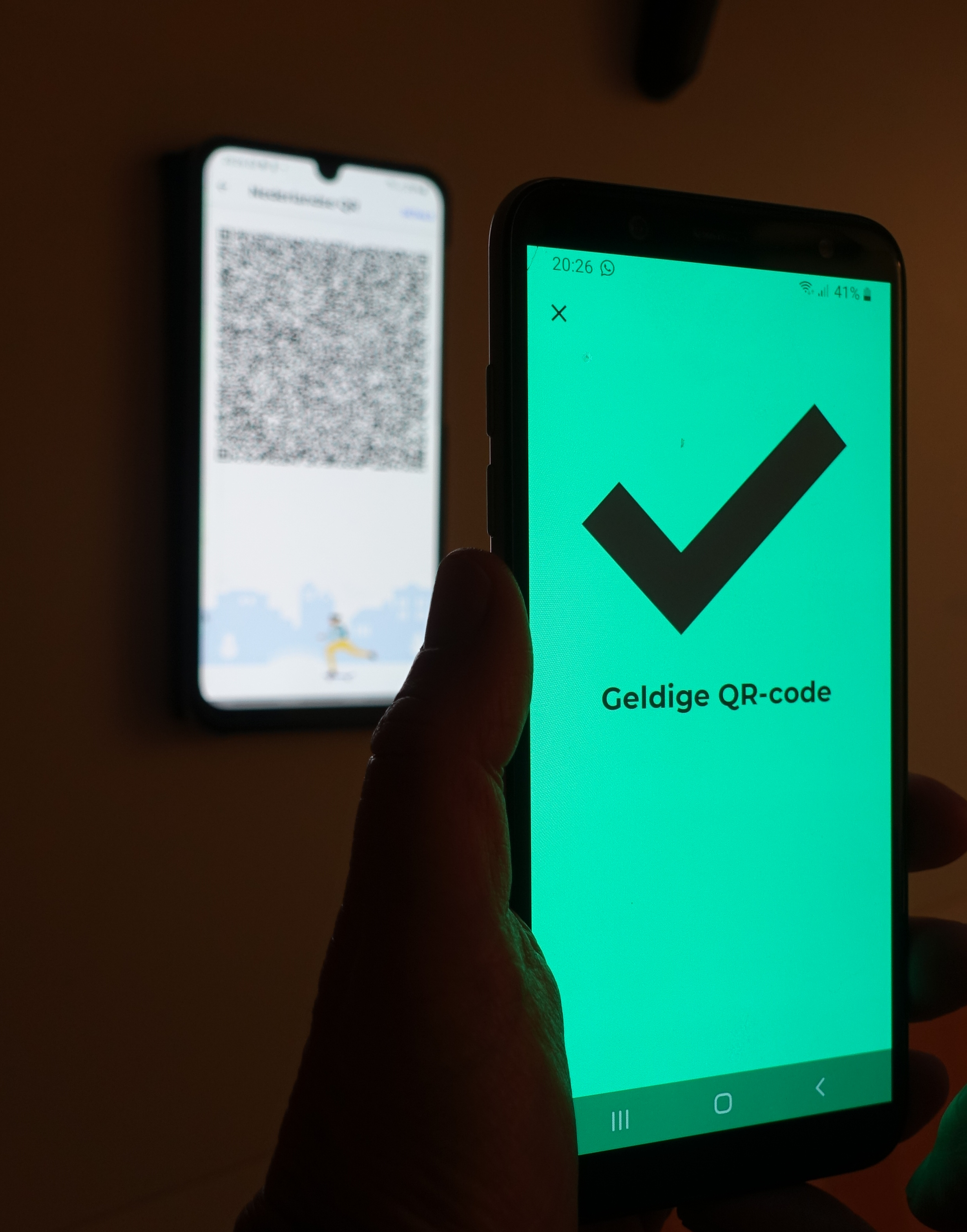
Controle van de QR code op het coronacertificaat van een Nederlander toont dat deze geldig is.

In Nederland is per 25 september 2021 een coronatoegangsbewijs verplicht om toegang te krijgen tot bepaalde evenementen of activiteiten. Het betreft hier toegang tot de horeca, concerten, festivals, theaters, bioscopen en professionele sportwedstrijden voor personen vanaf 13 jaar. Het bewijs toont aan dat de persoon volledig is gevaccineerd (een volledige dubbele enting die 14 dagen oud is of bij het Janssenvaccin 28 dagen na de enkele inenting ermee), hersteld van een COVID-19-infectie of binnen 24 uur vanaf de bezoekdatum negatief is getest op het coronavirus. Het bewijs, een QR-code via de app CoronaCheck, kan op een mobiele telefoon of uitgeprint worden getoond en is enkel geldig in combinatie met een geldig leggitimatiebewijs. Vanaf 1 juni 2022 werd het toegangsbewijs niet meer gebruikt.

## Canada
Verschillende provincies hebben een vaccinatiepaspoort ingevoerd of hebben plannen aangekondigd om dit te doen. De exacte regels, zoals welke bedrijven en activiteiten als 'niet-essentieel' zijn aangemerkt, worden door de gezondheidsautoriteiten van de provincies en territoria bepaald.
- Alberta maakt een digitaal bewijs van vaccinatie beschikbaar, maar stelt het gebruik ervan niet verplicht in de provincie.[21]
- British Columbia voert het vaccinatiepaspoort stapsgewijs in, vanaf 13 september is gedeeltelijke vaccinatie benodigd voor niet-essentiële activiteiten en vanaf 24 oktober volledige vaccinatie.[22]
- Manitoba voerde een vaccinatiepaspoort in op 3 september voor volledig gevaccineerden.[23]
- New Brunswick gaat een vaccinatiepaspoort voor niet-essentiële activiteiten en quarantineplicht voor niet-gevaccineerde reizigers invoeren.[24]
- Newfoundland en Labrador heeft aangekondigd een vaccinatiepaspoort in te voeren.[25]
- Ontario zal een vaccinatiepaspoort invoeren op 22 september.[26]
- Prince Edward Island vereist reizigers in quarantaine te gaan tenzij ze een 'PEI Pass' aanvragen, waarvoor een van de vereisten minimaal gedeeltelijke vaccinatie is.[27]
- Québec was de eerste provincie en voerde op 1 september een vaccinatiepaspoort in waarbij volledig volledig vaccinatie vereist is voor toegang tot niet-essentiële activiteiten.[28]
- Saskatchewan voert op 15 november een vaccinatiepaspoort in.[29]

De federale overheid heeft aangekondigd te werken aan een nationaal vaccinatiepaspoort om reizen naar het buitenland makkelijker te maken.

## Andere landen
Andere landen ontwikkelden in 2021 vergelijkbare certificaten, soms beperkt tot een (digitaal) vaccinatiebewijs:
- Australië: van elke volledig gevaccineerde burger wordt automatisch een digitaal certificaat opgemaakt, dat kan gedownload worden via de website van de nationale gezondheidsdienst.[31]
- Duitsland gebruikt in veel regio's de 3G-regel: men moet dan aantonen dat men gevaccineerd, genezen of getest is. Deze regel geldt niet in gebieden met wekelijks minder dan 35 besmettingen per 100.000 inwoners en sommige deelstaten wijken hiervan af.[32]
- India lanceerde het CoWIN-platform voor het digitaal registreren van vaccinaties en bewijzen.[33]
- Israël ontwikkelde in 2021 een met het EU-certificaat vergelijkbare Green Pass, enkel geldig in het binnenland.[34]
- Italië hanteert de regeling Certificazione verde COVID-19 die sinds 11 september 2021 van toepassing is op het bezoek van onderwijsinstellingen,[35] en vanaf 15 oktober 2021 ook op de werkvloer.[36] Sinds 1 juni 2022 is het niet meer vereist voor reizigers.[37]
- Verenigd Koninkrijk: de National Health Service reikt een NHS COVID Pass uit.[38]
- Verenigde Staten: gevaccineerden kunnen na bevestiging door de Centers for Disease Control and Prevention een attest op papier ontvangen, maar het kabinet-Biden overweegt geen nationaal digitaal systeem.[39] In de staat New-York kunnen burgers de digitale Excelsior Pass aanvragen.[40] In verschillende andere staten kan wel een digitaal bewijs in pdf-vorm verkregen worden.[41]

Wegens de steeds wijzigende epidemiologische toestand blijft het van belang de inreisvoorwaarden per land te controleren voor vertrek.

## Internationaal
Verschillende luchtvaartmaatschappijen eisten sedert 2020 een vaccinatiebewijs of negatieve test, bijvoorbeeld met de CommonPass, het EU-certificaat of een nationaal vaccinatiebewijs.
Op 27 augustus 2021 publiceerde de Wereldgezondheidsorganisatie een leidraad voor landen en uitvoerende partners over de technische vereisten voor de afgifte van digitale certificaten voor vaccinatie tegen COVID-19.

## Privacy
Van bij het begin riepen plannen voor een coronacertificaat vragen op inzake privacy. In Nederland vroeg de Stichting Privacy First de Tweede Kamer om de plannen voor een coronatoegangsbewijs op te bergen, wegens in "flagrante strijd" met het recht op privacy, de bescherming van persoonsgegevens, en andere grondrechten.
Volgens Jay Stanley van de American Civil Liberties Union mag een 'vaccinpaspoort' niet uitsluitend digitaal zijn, moet het gedecentraliseerd en open source zijn, en mag het geen tracking mogelijk maken, of nieuwe databases creëren met persoonlijke medische informatie, criteria waaraan bijvoorbeeld het Self-sovereign identity-project voldoet.
In de verordening die het EU Digitaal COVID-Certificaat invoerde, werden op verzoek van enkele Europarlementsleden belangrijke privacy-waarborgen ingebouwd, zoals het beveiligen van de handtekening, het verbod op het opslaan van medische gegevens bij het scannen of het volgen van reisbewegingen, het recht om te kiezen voor een papieren certificaat, en het creëren van een certificaat voor elk afzonderlijk gegeven (test, vaccinatie, diagnose). Diezelfde parlementsleden wijzen er op dat de lidstaten wel nog de privacy kunnen inperken, of zelfs discrimineren, bv. tussen gevaccineerden en niet-gevaccineerden.